# Al-Khreibat
Al-Khreibat (tiếng Ả Rập: الخريبات, cũng đánh vần là Kharibat hoặc Khuraybat) là một ngôi làng và vùng ngoại ô ở phía tây bắc Syria, một phần hành chính của Tỉnh Tartus, nằm ở phía đông nam Tartus. Các địa phương gần đó bao gồm Beit Kammun ở phía nam, Dibbash ở phía đông nam, Tayshur ở phía đông và al-Shaykh Saad ở phía bắc.
Theo Cục Thống kê Trung ương Syria, al-Khreibat có dân số 1.464 trong cuộc điều tra dân số năm 2004. Cư dân của ngôi làng chủ yếu là Kitô hữu Maronite, mặc dù cũng có một thiểu số Alawite. Cùng với nhau, al-Khreibat, Bimalkah và Dweir Taha (một phần của đô thị al-Sawda) tạo nên vùng ngoại ô Kitô giáo của Tartus. Dân số tăng với tốc độ ổn định, mặc dù thấp hơn đáng kể so với các làng Hồi giáo Alawite và Sunni xung quanh. Điều này là do tỷ lệ sinh thấp và mức độ di cư cao đến các thành phố, như Damascus và Aleppo và nước ngoài đến những nơi như Lebanon, Pháp, Hoa Kỳ và Canada.
Trong thời đại Đế chế Ottoman và thời đại Pháp, các cư dân Kitô giáo của al-Khreibat và Bimalkah là một trong số ít người dân của vùng ven biển thực sự sở hữu vườn cây ô liu của họ không giống như hầu hết các cộng đồng khác có chủ sở hữu từ các thành phố ven biển.
Gia đình lớn trong khu vực này là gia đình Lahoud, một nhóm Maronite Công giáo đã giúp xây dựng nhà thờ địa phương. Họ cũng đã tham gia vào việc kinh doanh dầu ô liu và cà phê. Họ hiện đang thực hiện kinh doanh tại Hoa Kỳ.